# 駒形神社 (白井市)
駒形神社（こまがたじんじゃ）は、千葉県白井市神々廻にある神社である。旧社格は村社。

## 祭神
- 大山祇命

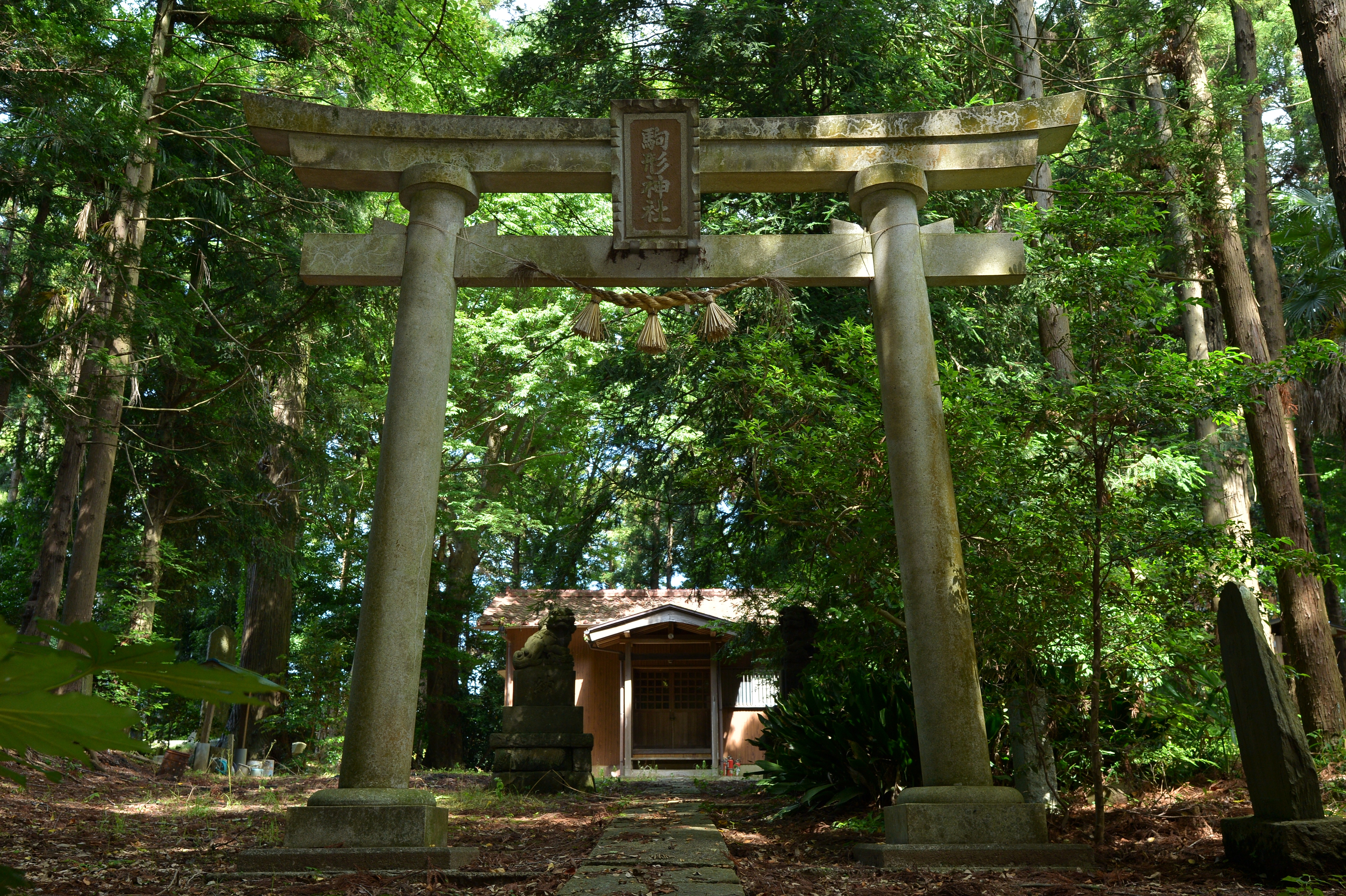
鳥居
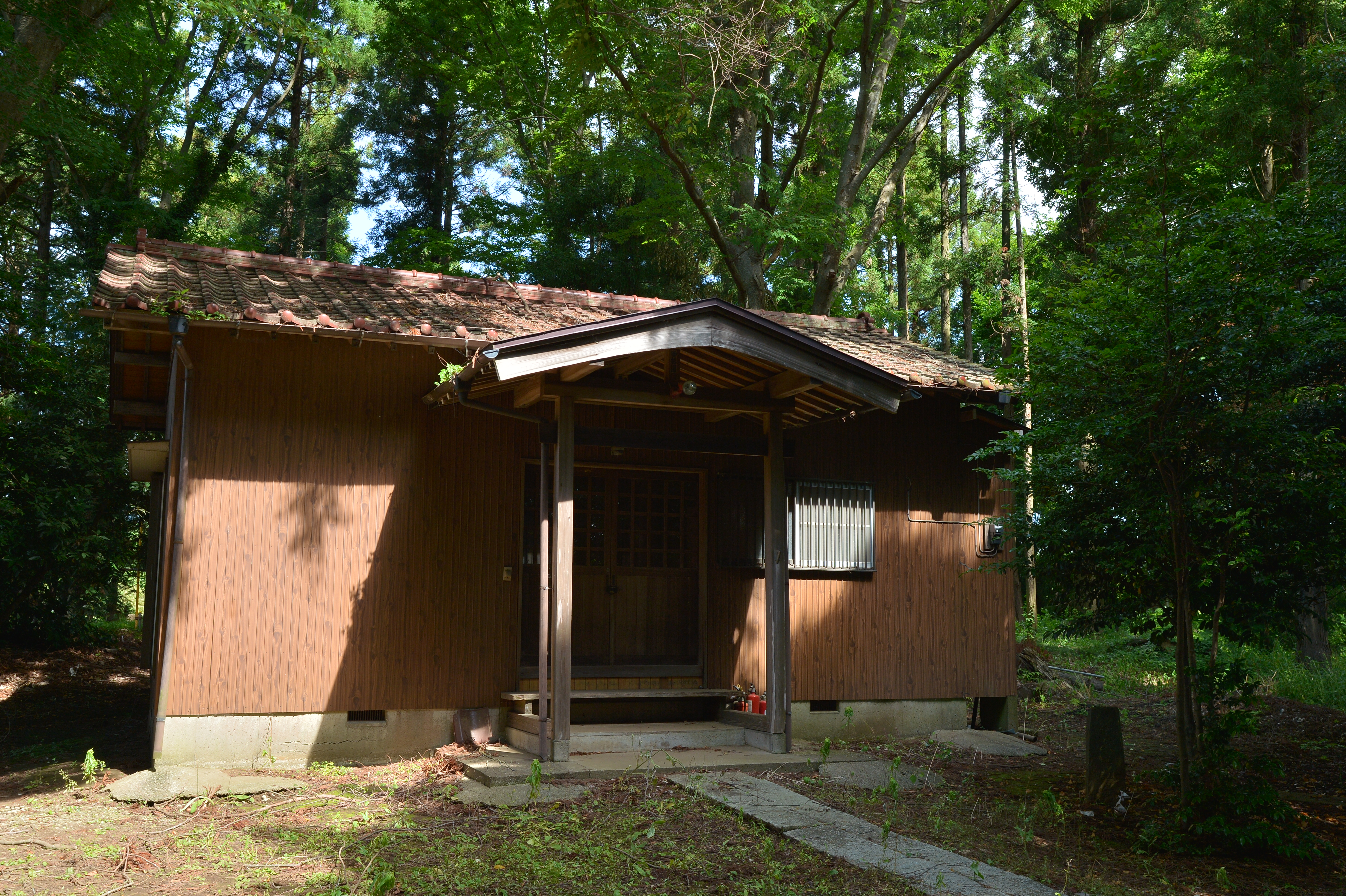
社殿（拝殿）
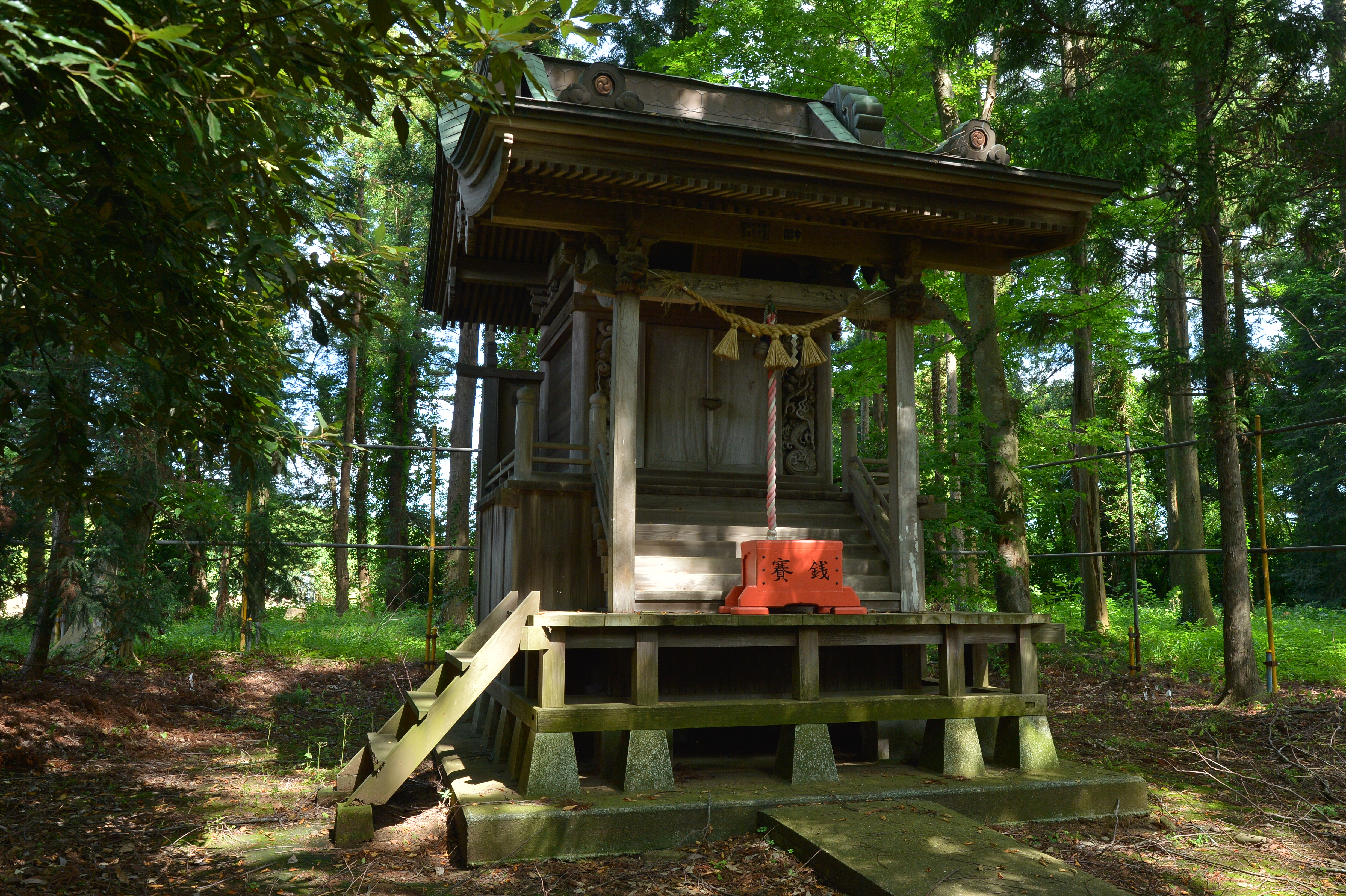
本殿

## 由緒
1602年（慶長7年）に創建されたという。1911年（明治44年）には近隣の神社（浅間神社・三峰神社・琴平神社）がこの神社に統合されている。

## 所在地
- 千葉県白井市神々廻1139